# Espenberg
Espenberg (ang. Cape Espenberg) – przylądek znajdujący się w należącej do USA Alasce, na wybrzeżu półwyspu Seward, nad Zatoką Kotzebuego. Przylądek ogranicza od północnej strony małą zatokę Goodhope.
Przylądek zyskał nazwę w 1816 roku, gdy nazwał go rosyjski badacz Otto Kotzebue na cześć lekarza Karla Espenberga towarzyszącego w wyprawie dookoła świata kpt. Adamowi von Krusensternowiw latach 1803–1806.